# 船上山城
船上山城（せんじょうさんじょう）は、鳥取県東伯郡琴浦町にあった日本の城。船上山の険しい断崖を利用した典型的な山城である。

## 歴史
船上山城のある船上山は大山の北東に伸びる稜線上にあり、古くは平安仏教の山岳霊場で智積寺という寺院があった。この智積寺がのちに寺院城郭と化したらしい。
南北朝時代初めの1333年（正慶2、元弘3）、伯耆の豪族・名和長年が隠岐を脱出した後醍醐天皇をこの地に迎えて行宮を築き、来攻してきた鎌倉幕府軍を撃退した。天皇方の勝利は全国各地の反鎌倉幕府勢力を決起させ、鎌倉幕府崩壊に至る。
建武の新政崩壊後も寺院城郭は存続していたらしく、1524年（大永4）の尼子氏による伯耆攻略戦「大永の五月崩れ」の際に一山焼失したと伝えられている。また、智積寺は文禄年間に解散したという言い伝えもある。

## 遺構
- かつての諸坊の跡に空堀と土塁、削平地があり、石積みの堀切木戸跡が現存している。
- 現存する遺構がいつ頃造られたものであるかは定かでない。